# Dekanat rembertowski
Dekanat rembertowski – dekanat diecezji warszawsko-praskiej wchodzącej w skład metropolii warszawskiej. Dziekanem dekanatu rembertowskiego jest ks.  Emil Owczarek, proboszcz parafii Matki Boskiej Zwycięskiej w Warszawie.

## Parafie
| Lp | Miejscowość / parafia                    | Proboszcz / administrator | Zdjęcie |
| -- | ---------------------------------------- | ------------------------- | ------- |
| 1  | Warszawa Matki Bożej Zwycięskiej         | ks. Emil Owczarek         |         |
| 2  | Warszawa św. Łucji                       | ks. Zbigniew Płochocki    |         |
| 3  | Warszawa św. Wacława                     | ks. Marek Uzdowski        |         |
| 4  | Warszawa św. Feliksa z Kantalicjo        | ks. Bernard Czerwiński    |         |
| 5  | Warszawa św. Brata Alberta               | ks. Maciej Chibowski      |         |
| 6  | Warszawa Najświętszego Serca Pana Jezusa | ks. Krzysztof Cyliński    |         |
| 7  | Warszawa Opatrzności Bożej               | o. Adam Strojny CCN       |         |
| 8  | Warszawa św. Hieronima                   | ks. Dariusz Marczak       |         |

Na terenie dekanatu działają również dwie parafie Ordynariatu Polowego Wojska Polskiego: 
- św. Ojca Rafała Kalinowskiego w Warszawie przy al. Gen. A Chruściela 103
- św. Jana Pawła II w Warszawie-Wesołej, na placu Wojska Polskiego 138/24.

Nie wchodzą one w skład żadnego dekanatu – są podporządkowane bezpośrednio Wikariuszowi Biskupiemu.